# Lucio Vitrasio Flaminino
Lucio Vitrasio Flaminino (en latín: Lucius Vitrasius Flamininus) fue un senador romano que vivió a finales del siglo I y  principios del siglo II, y desarrolló su cursus honorum bajo los reinados de Domiciano, Trajano, y Adriano. Fue cónsul sufecto en el año 122 junto a Tiberio Julio Cándido Capitón.

## Orígenes familiares
La gens Vitrasia eran originalmente una familia de rango ecuestre proveniente de Campania; el primer miembro de esta familia conocido, 
Gayo Vitrasio Polión, sirvió como Prefecto de Egipto bajo el Emperador Tiberio. Flaminino fue el primer miembro conocido de los Vitrasii en ser senador.

## Carrera política
El cursus honorum de Flaminino se puede reconstruir en parte a partir de una inscripción encontrada en Cales, erigida por su padre, Lucio Vitrasio Ennio Ecuo. Después de su consulado en el año 122, Flaminino fue legatus o gobernador de "Italia Transpadana y la provincia de Moesia Superior, comandante de un exercitus, y la provincia de Dalmacia". Ronald Syme examina esta peculiar combinación de provincias y un mando militar, y considera la posibilidad que Ernst Stein planteó primero de que Flaminino tenía estos comandos simultáneamente por una razón desconocida. Syme señala: "La noción de un único comando que se extiende tenuemente desde las actuales Piamonte hasta Serbia es muy vulnerable. Por lo tanto, disociemos a la Transpadana". Syme sostiene que Flaminino gobernó al menos algunas de estas provincias en diferentes momentos, y que su comando de un exercitus o fuerza militar era para "limpiar de ladrones y bandoleros las actuales Bosnia y Serbia occidental. Werner Eck establece la fecha de los años 130 a 133 la administración de Flaminino de la provincia imperial de Moesia Superior.
La siguiente magistratura que figura en la inscripción es la de curator alvei Tiberis riparum cloacum urbi, o uno de los funcionarios responsables de las obras públicas en la ciudad de Roma, que regulan el crecimiento del Tíber y el mantenimiento del sistema de saneamiento de la ciudad. Su carrera estuvo coronada por el prestigioso cargo de gobernador proconsular de África, fechado en los años 137/138.